# Vrevok
Vrevok was een volleybalclub uit Nieuwegein. De Vreeswijkse Volleybal Klub was op 11 oktober 1971 opgericht. De vereniging had ongeveer 300 leden.
Het eerste herenteam van Vrevok speelde in de landelijke eredivisie. Het werd in het seizoen 1999 - 2000 kampioen van Nederland en het jaar erna won het de nationale beker. Vrevok kon in het seizoen 2006-2007 geen representatief team meer op de been brengen, doordat een nieuwe hoofdsponsor ontbrak. Ze besloten zich terug te trekken uit de eredivisie, waardoor de eredivisie in dat seizoen maar met 9 teams van start ging.
Op 11 mei 2007 is Vrevok gefuseerd met Nivoc '68. De fusieclub heet NVC. Een deel van de leden is verdergegaan als volleybalclub RVN Nieuwegein.

## Erelijst
| Competitie    | Mannen |
| ------------- | ------ |
| Landskampioen | 2000   |
| Bekerwinnaar  | 2001   |

Guinness Record: Duurrecord volleybal 1996: 100 uur
Het duurrecord werd van 23 tot 27 mei 1996 verbeterd door 12 spelers van VREVOK. De heren speelden precies 100 uur lang volleybal. De recordpoging had plaats in Sporthal De Sluis in Nieuwegein in het kader van het 25-jarig bestaan van de vereniging.
European Champions League:
Seizoen 2000/2001: landskampioen VREVOK komt 6 keer in actie in de European Champions League. 5 van de 6 wedstrijden werden verloren, maar vooral het thuisduel tegen de Italiaanse grootmacht Treviso was een prachtig affiche.